# Vecpiebalga (novads)
Vecpiebalga est un novads de Lettonie, situé dans la région de Vidzeme. Cette unité administrative est créée lors de la réforme territoriale de 2009. Elle réunit cinq pagasts : Dzērbene, Ineši, Kaive, Taurene un Vecpiebalga. En 2016, sa population est de 4 256 habitants. C'est le lieu de naissance d'écrivain et homme politique Kārlis Skalbe et des frères Reinis et Matīss Kaudzīte, auteurs du premier roman réaliste letton Le Temps des arpenteurs (1879).

## Personnalités liées à la ville
- Karolīne Kronvalde, féministe, y est morte en 1913.